# Timoer Lenk
Timoer Lenk (Kesh, 9 april 1336 – Otrar, 19 januari 1405) (ook bekend als Timoer de Grote, Timoer de Manke, of in Europa als Tamerlane en Tamburlaine, verbasteringen van het Perzische Temur-i-lang en Temür in Turkse talen) was een Turks-Mongoolse krijgsheer en stichter van het Timoeridische rijk en de dynastie der Timoeriden.
Timoer Lenk werd geboren in Kesh, dat tegenwoordig bekendstaat als Sjahrisabz (omgeving van Samarkand, Oezbekistan). Hoewel hij Turkse wortels had, probeerde hij de vroegere macht van de Mongolen te herstellen. Timoer was heel zijn leven voornamelijk op oorlogspad en verbleef zelden langer dan een paar jaar op dezelfde plaats. Hij wist een nieuw rijk te creëren op de fundamenten van het ineengestorte Mongoolse Rijk. Hij was een militair genie en verloor geen enkele veldslag nadat hij in 1370 volledig aan de macht was gekomen, maar zette nooit een effectief opererende regering neer in de veroverde gebieden. Vaak moest hij die opnieuw veroveren nadat ze in opstand waren gekomen en meestal ging dit gepaard met grote wreedheden, zoals het bouwen van torens met afgehakte hoofden. Timoer werd daardoor van China tot West-Europa berucht en gevreesd. Gedurende zijn constante oorlogsvoering zijn miljoenen mensen om het leven gekomen en raakten hele regio’s ontvolkt. Schattingen van het dodental lopen uiteen van 7 miljoen tot 20 miljoen.
Timoer stierf in de winter van 1405 in Otrar, Kazachstan, terwijl hij optrok tegen zijn grootste vijand, Ming-China. Na zijn dood verdween Timoers rijk al snel van de kaart en werden zijn daden grotendeels vergeten. Zijn naam heeft in de geschiedenis echter een plaats gekregen naast die van zijn voorbeelden Alexander de Grote en Dzjengis Khan. Pas na de onafhankelijkheid van Oezbekistan kwam er meer aandacht voor de verrichtingen van Timoer. Men beschouwt hem daar als een held, omdat onder Timoers bewind het gebied van de Oezbeken bloeide als nooit tevoren.

## Naam
'Temur-i-lang' betekent in het Perzisch Timoer de Manke. Deze bijnaam had Timoer te danken aan een lamme voet die hij opliep bij een schermutseling in 1363. Daarbij werd hij in zijn rechterarm en -been door pijlen getroffen, waardoor deze blijvend werden beschadigd. De naam Timoer is Chagatai voor 'de ijzeren'.

## Levensloop

### Afkomst en opkomst

Het kanaat van Chagatai zoals dat er rond Timoers jeugd uitzag.

Timoer zou geboren zijn op 9 april 1336 nabij Kesh (het huidige Sachrisabz), ongeveer 80 kilometer ten zuiden van Samarkand in Transoxanië. Zijn vader Taraghay was het hoofd van de Barlasstam. De van oorsprong Mongoolse Barlas stamden af van de hordes van Dzjengis Khan, maar hadden zich vermengd met de oorspronkelijke bewoners van Transoxanië en een Turkse taal aangenomen. In tegenstelling tot hun voorouders hadden de Barlas hun nomadenbestaan opgegeven en hadden zij zich permanent gevestigd. Tevens hadden zij zich bekeerd tot het Soennisme.
De eerste jaren van zijn leven bracht Timoer door in het kanaat van Chagatai. Dit kanaat had echter te maken met grote politieke en religieuze problemen en was feitelijk opgesplitst in twee kanaten: in het oosten Moghulistan (Land van de Mongolen) dat voortbouwde op oude Mongoolse waarden, en in het westen Transoxanië dat onder invloed van de islam en Turkse waarden stond. Timoer, zelf van Mongoolse afkomst, woonde in het westelijke deel waar in 1347 de Mongolen de macht hadden verloren aan een lokale emir, Kazgan. Gedurende diens heerschappij ontwikkelde Timoer zich tot een agressieve jongeman, vaardig in paardrijden en vechten. Vanwege zijn vaardigheden en intelligentie werd hij aan het hoofd van een klein leger geplaatst. Toen Timoer 21 jaar was, werd Kazgan vermoord. Na deze moord, in 1357, ontstond in Transoxanië een rumoerige tijd waarin verschillende stammen de macht probeerden te grijpen. Gebruikmakend van de onrust viel de kan Tughlugh vanuit Moghulistan Transoxanië binnen, in maart 1360. Hoewel de meeste stammenemirs snel hun steun uitspraken voor Tughlugh, deed Hajji Beg van de Barlasstam – een oom van Timoer – dat niet en vluchtte naar Khorasan. Hajji Beg werd vervangen door zijn neef Timoer die welwillend stond tegenover het vazalschap.
Nadat de Chagatai-legers weer waren vertrokken uit Transoxanië grepen de emirs wederom de macht en keerde Hajji Beg terug. Timoer aarzelde niet en viel hem meteen aan en hoewel hij de veldslag won, lieten zijn troepen hem in de steek. Hajji Beg werd opnieuw aangesteld als hoofd van de Barlasstam en vergaf Timoer zijn opstandige daden. Nadat Tughlugh in 1361 weer binnenviel, besloot hij de emirs uit de weg te ruimen. Hajji Beg vluchtte daarop wederom naar Khorasan, waar hij bij aankomst werd vermoord. Timoer bestrafte de daders en nam de titels van Hajji weer over. Tughlugh was tevreden over Timoers optreden en stelde hem aan als minister onder zijn zoon Ilyas Khoja, die de titel van gouverneur kreeg.
In werkelijkheid was Timoer toen al van plan om tegen de Mongolen in opstand te komen en hij ging een verbond aan met de kleinzoon van Kazgan, Amir Hoessein. Timoer en Hoessein wisten Ilyas Khoja in een veldslag te verslaan, waarop deze Transoxanië ontvluchtte. In 1364 keerde Khoja echter terug en wist hen te verslaan in de Slag in de Modder, die zijn naam dankt aan de hevige regenval die het strijdterrein in een modderpoel veranderde. Hoessein en Timoer sloegen op de vlucht, waardoor heel Transoxanië open kwam te liggen voor Ilyas Khoja die Samarkand belegerde. De kansen keerden echter toen de bevolking van Samarkand, aangespoord door islamitische geestelijken, in opstand kwam. Ilyas verloor 2000 man en nadat hij ook nog te maken kreeg met een epidemie was hij genoodzaakt zich terug te trekken.

### Broederstrijd

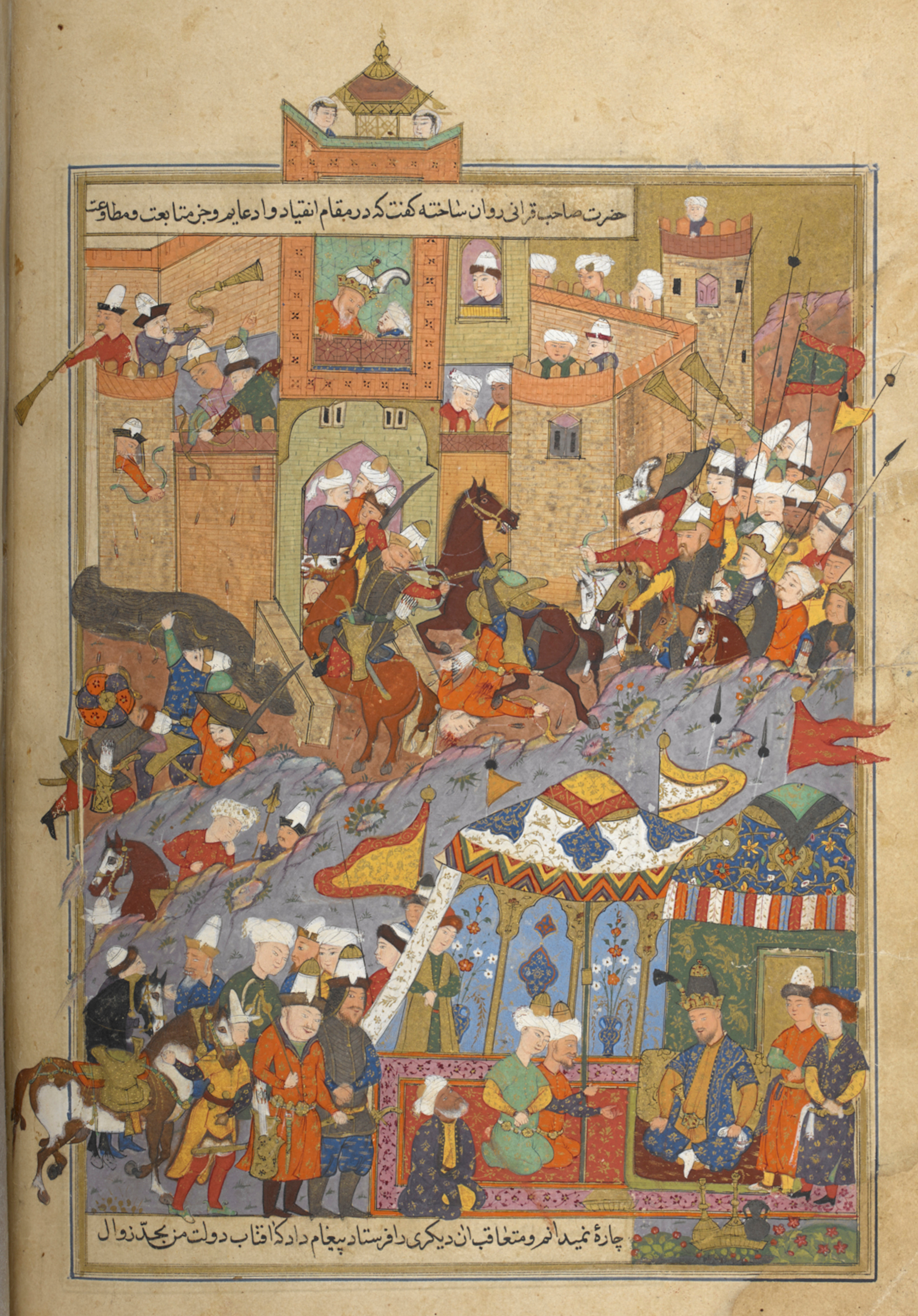
Timoer ontvangt enkele gezanten tijdens zijn belegering van Balch in 1370.

Zo hadden Timoer en Hoessein eindelijk Transoxanië weten te bevrijden. Maar de gelijke machtsverdeling, die werd bezegeld door Timoers huwelijk met Hoesseins zuster, vertoonde al vanaf het begin af aan problemen. Hoessein leek de meeste macht te hebben als heerser over zowel Transoxanië als zijn eigen Afghaanse koninkrijk met steden als Balch, Konduz, Khulm en Kaboel. Timoer, wiens macht in Sachrisabz en Qarshi lag, had echter een sterkere persoonlijkheid. Door slim beleid werd Timoer de populairste persoon in Samarkand terwijl Hoessein een slechte reputatie kreeg. De twee schoonbroeders dreven steeds verder uit elkaar en na de dood van Timoers vrouw werd de status quo opgeheven: Timoer viel Hoessein aan, maar die kreeg echter al snel de overhand en Timoer, die zag dat hij ver in de minderheid was, trok zich terug naar Khorasan. Nadat wederom een Mongoolse invasie dreigde, sloten Timoer en Hoessein vrede waarbij de status quo werd hersteld. Nadat de Mongolen waren verdreven ging de broederstrijd echter onverminderd door. Timoer, die steeds meer steun kreeg van andere emirs en prinsen uit de regio, wist Hoessein uiteindelijk te verslaan. Een van Timoers officieren, wiens broer door Hoessein was gedood, bracht Hoessein als gevangene voor hem. Timoer gaf zijn oude vriend en ex-schoonbroer vrij baan om zijn pelgrimage naar Mekka af te kunnen leggen. Hoessein werd vrijgelaten en vluchtte, maar de officier haalde hem in en vermoordde hem.

### Heer van Transoxanië
Then shall my native city Samarcanda,
And crystal waves of fresh Jaertis’ stream,
The pride and beauty of her princely seat,
Be famous through the furthest continents;
For there my palace royal shall be plac’d,
Whose shining turrets shall dismay the heavens,
And cast the fame of Ilion’s tower to hell;
Through the streets, with troops of conquered kings,
I’ll ride in golden armour like the sun;
And in my helm a triple plume shall spring,
Spangled with diamonds, dancing in the aire,
To note me emperor of the three-fold world.

Na de dood van Hoessein bleef de nu 34-jarige Timoer als enige dominante machthebber in Transoxanië over en in 1370 riep hij Samarkand uit tot zijn hoofdstad. Uit angst voor wraakacties van Hoesseins familie liet hij diens zonen en aanhangers ombrengen. Volgens oude Mongoolse gebruiken liet Timoer alle stamhoofden trouw zweren en nam hij, slechts, de titel van Emir el Kebir (Groot-Emir) aan. Tevens benoemde hij een nazaat van Dzjengis Khan, Suyurghitmisch, tot kan, en regeerde in diens koninklijke naam.
Timoer bleef niet lang in Samarkand, al in 1371 trok hij op tegen Hoessein Soefi, grondlegger van de Soefi-dynastie, die in Zuid-Chorasmië de macht had gegrepen en ten tijde van de onrust in Transoxanië de steden Xiva en Kath van het kanaat van Chagatai had afgenomen. Timoer eiste geheel Chagatai op en eiste de teruggave van de steden. Dit werd echter geweigerd, waarna Timoer ten strijde trok. Kath werd snel veroverd en Timoer belegerde Urgench waar Hoessein Soefi zich had verschanst. Hoessein Soefi stierf tijdens de belegering waarna zijn broer Yusuf Soefi hem opvolgde. Deze sloot al snel vrede met Timoer door de steden terug te geven. In 1373 viel Yusuf wederom het gebied binnen waarop Timoer met een nieuwe campagne reageerde. Het kwam uiteindelijk niet tot gevechten omdat Yusuf snel zijn verontschuldigingen aanbood en zijn dochter als huwelijkskandidaat aanbood voor Timoers oudste zoon, Jahangir.
Al sinds Timoer in 1370 de macht had gegrepen waren er constant kleine schermutselingen met Moghulistan geweest. Na de dood van Tughlugh had Qamar ud-Din Ilyas Khoja vermoord en vervolgens de macht gegrepen. Hij riep zichzelf uit tot kan waarop Timoer reageerde, uit naam van zijn eigen kan, door Moghulistan binnen te vallen. Deze aanvallen hadden echter ook een preventief karakter om zo Transoxanië te beschermen tegen mogelijke toekomstige aanvallen. Hij wist samen met Jahangir Qamar te verslaan, maar toen hij terugkeerde naar Transoxanië viel Qamar de provincie Fergana binnen. Een woedende Timoer dreef Qamar ver terug en achtervolgde hem, totdat hij uiteindelijk zelf in een hinderlaag liep. Timoer wist nog maar net te ontsnappen maar met nieuwe troepen kreeg hij toch weer de overhand. Na deze succesvolle campagne keerde hij terug naar Samarkand. Aangekomen in Samarkand kreeg hij te horen dat zijn zoon Jahangir was overleden (1375 of 1376).

### Tochtamysj
Tochtamysj, een Mongoolse prins die een oomzegger was van Urus Khan, de kan van de Witte Horde, vluchtte in 1376 naar het hof van Timoer nadat hij in conflict was gekomen met zijn oom. Timoer was verheugd dat een nazaat van Dzjengis Khan hem bezocht en schonk hem land. Urus Khan viel Tochtamysj twee keer aan, maar werd beide keren met hulp van Timoer teruggedreven. In 1377 eiste Urus Khan de uitlevering van Tochtamysj. Timoer weigerde en bij hun eerste treffen werd Urus Khan verslagen en terug naar de steppe gedreven. Urus Khan stierf kort daarna en werd opgevolgd door zijn zonen die hun strijd tegen hun neef Tochtamysj, en dus ook diens beschermheer Timoer, voortzetten. Met de hulp van Timoer wist Tochtamysj in 1378 uiteindelijk te overwinnen en werd hij de nieuwe kan van de Witte Horde. Daarna vocht hij, wederom met steun van Timoer, tegen Mamai, de leider van de Blauwe Horde. Tochtamysj wist Mamai te verslaan waardoor de Blauwe en Witte Horde wederom werden verenigd in de Gouden Horde. Timoer hoopte een vazalrelatie met de Gouden Horde op te kunnen bouwen, maar zou uiteindelijk in Tochtamysj een sterke tegenstander vinden.

### Verovering van Perzië
De wereld is als een oceaan, in die oceaan bevindt zich een parel, en die parel is Herat.
— Oud-Perzisch gezegde

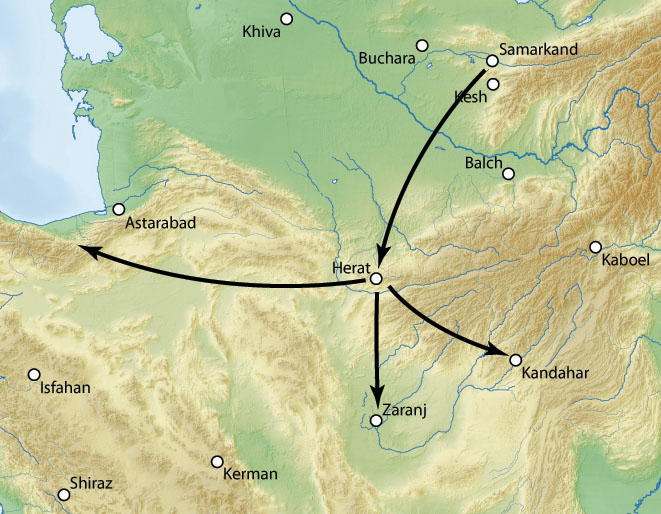
Timoers campagne in het oosten van Perzië

In de tussentijd had Timoer zijn zinnen gezet op de landen ten zuiden van zijn rijk. Na de dood van de heerser Abu Sa'id in 1335 was het gebied van het Il-kanaat uiteengevallen in kleine staten, die een gemakkelijke prooi vormden. Timoer gebood in 1381 de Kartidische koning van Herat, Ghiyas al-Din, om zijn vazal te worden, wat werd geweigerd. En dus trok hij in het voorjaar van datzelfde jaar op naar Herat. Timoer beloofde alle inwoners van de stad die hem niet tegenwerkten te sparen. Aangezien Ghiyas al-Din niet het gezag had om zijn bevolking de stad te laten verdedigen, werd Herat ondanks de sterke fortificaties gemakkelijk ingenomen. Timoer liet de geleerden en theologen van de stad naar Samarkand brengen en liet de stad hoge schattingen betalen. Ghiyas al-Din mocht van geluk spreken dat hij werd gespaard en zelfs ingesteld werd als vazalkoning over Herat. In 1382 maakte Ghiyas deel uit van een samenzwering waardoor hij Herat weer in zijn macht kreeg. Timoers derde zoon, Miranshah, sloeg de opstand in 1383 neer, liet Ghiyas en zijn familie executeren en bouwde torens van menselijke schedels, waarna Herat werd geannexeerd. Timoer trok naar het zuiden en veroverde Sistan waarna hij de bevolking van de hoofdstad Zahedan afslachtte als vergelding voor hun weerstand. Vanuit Sistan trok hij op naar Kandahar dat hij al snel wist te annexeren.
Hierna trok Timoer naar Oost-Khorasan dat betwist werd door de Sarbadaren onder leiding van Ali Moeajjad en Amir Wali van Mazandaran. Moeajjad had de hulp van Timoer ingeroepen en verklaarde zich meteen ondergeschikt aan hem toen die arriveerde. Na een kort beleg nam Timoer Isfarain in en maakte het met de grond gelijk. Wali bleef echter een probleem vormen en in 1384 trok Timoer op naar Astarabad, de hoofdstad van Mazandaran, die hij innam waarna Wali naar Azerbeidzjan vluchtte. Timoer liet als vergelding voor de opstand de gehele bevolking van Astarabad afslachten. Het jaar daarvoor (1383) had Timoer ook al de bevolking van het opstandige Sabzevar omgebracht en ze laten ‘verwerken’ in de muren van torens.

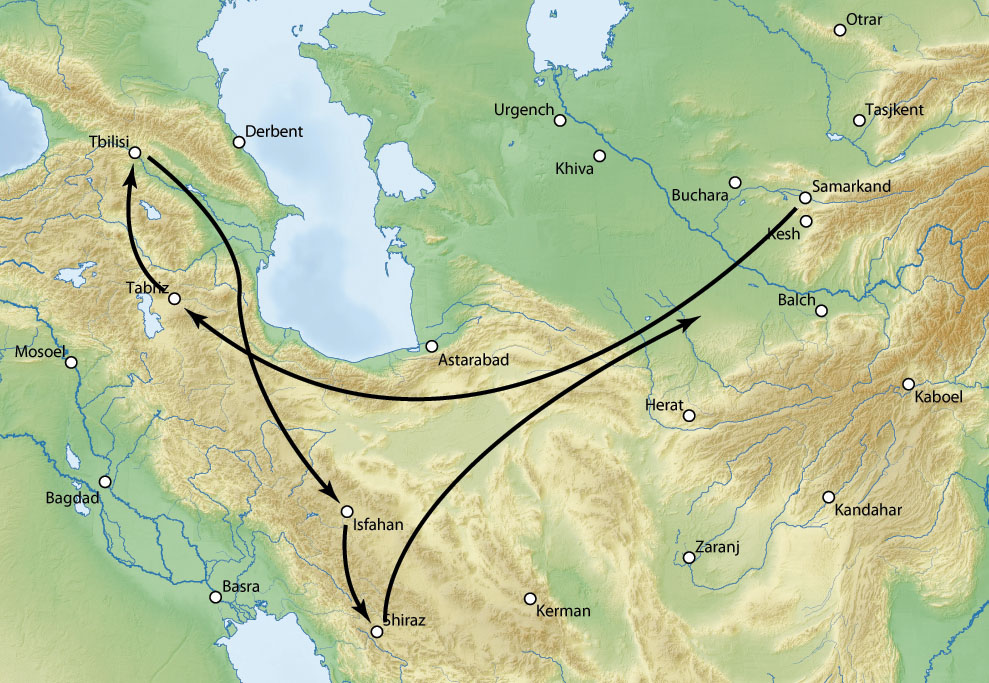
Timoers campagne in het westen van Perzië

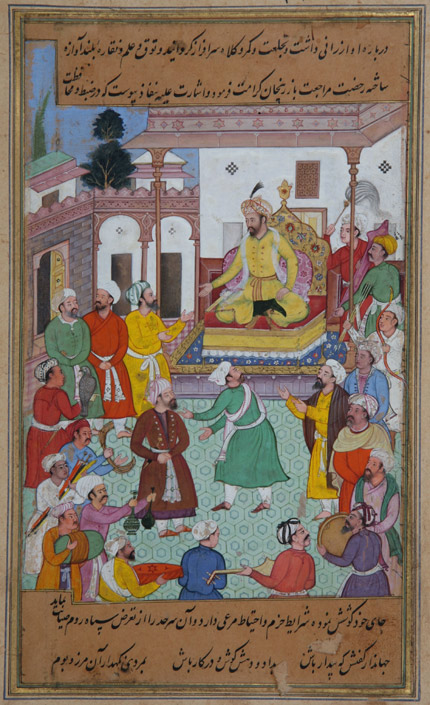
Timoer geeft orders aan de Algemene Vergadering om tegen Georgië op te trekken, terwijl hij Mutahartan, Emir van Erzinjan, ontvangt

Timoer had nu (1384) Oost- en Noord-Iran in handen en besloot Perzisch Irak te veroveren. Perzisch Irak was samen met Azerbeidzjan en Bagdad in handen van de Mongoolse dynastie van de Jalayiriden. Sultan Ahmet bevond zich op dat moment in Soltaniyeh waar Timoer naartoe trok. Hij sloeg snel op de vlucht en vertrok naar Tabriz. Timoer kon nu gemakkelijk de stad bezetten en besloot Ahmet niet te achtervolgen, maar terug te keren naar Samarkand. Het was pas in 1386 dat Timoer terugkeerde om zijn verovering van West-Perzië af te maken. Timoer probeerde zijn aanval tegen de Moslimstaten te rechtvaardigen door te beweren dat het noodzakelijk was dat stamleden in Lorestan die karavanen hadden overvallen werden aangepakt. Hij pakte inderdaad de daders op en wierp ze in ravijnen, waarna hij in de richting van Tabriz trok, de oude hoofdstad van het Il-kanaat. Tochtamysj had in de winter van 1385-1386 Ahmet in Tabriz aangevallen, nadat hij de stad en het omliggende gebied had ingenomen en geplunderd trok hij zich terug naar de steppe. Ahmet had Tabriz weer in zijn macht toen Timoer bij deze stad arriveerde. Ahmet sloeg wederom op de vlucht, ditmaal naar Bagdad, waarna Timoer ook deze stad gemakkelijk in kon nemen. Timoer annexeerde meteen geheel Azerbeidzjan waarmee hij in conflict kwam met zijn voormalige bondgenoot Tochtamysj. Timoer bracht de zomer in Tabriz door voordat hij via Nachitsjevan zijn weg vervolgde naar Georgië. Aangezien de Georgiërs christelijk waren, kon Timoer zijn agressie door laten gaan voor een Heilige Oorlog. Hij vertrok vanuit Kars, dat hij net had verwoest, naar de Georgische hoofdstad Tbilisi. Op 21 november 1386 nam hij de stad in en nam hij de Georgische koning Bagrat V gevangen. Deze kwam al snel op vrije voeten nadat hij zich had bekeerd tot de islam. Timoer trok zich hierna terug naar Karabach om daar de winter door te brengen.
Begin 1387 viel Tochtamysj aan vanwege het conflict over Azerbeidzjan. Een grote veldslag vond plaats ten noorden van de Koera. Het legerkorps dat Timoer naar de regio had gestuurd werd aanvankelijk verslagen, maar zijn zoon Miranshah arriveerde net op tijd met versterkingen waarna Tochtamysj’s troepen werden verslagen en teruggedreven tot Derbent. Na zijn wrede optreden tegen de Afghanen en Perzen, bleek Timoer nu erg mild en hij zond alle gevangenen terug naar Tochtamysj die hij slechts op een vaderlijke manier toesprak. Armenië was de volgende staat die door Timoer werd aangevallen. Armenië was in die tijd verdeeld onder Turkmeense emirs waartegen Timoer een Heilige Oorlog verklaarde omdat ze karavanen richting Mekka zouden hebben aangevallen. Al snel gaven de emirs zich over waarna Miranshah naar Mus werd gestuurd om tegen de Kara-Koyunlu te vechten. Nadat Timoer ook de stad Van had ingenomen, ging hij zelf naar de Muzaffariden-staten van Fars, Isfahan en Kerman.
De leider van de regio, Shah Shuja, was recentelijk nog een vazal van Timoer geworden. Na zijn overlijden plaatste hij zijn gehele familie onder de bescherming van zijn voormalige meester. Timoer maakte echter gebruik van Shuja's dood en trok in oktober of november 1387 naar Isfahan. Uit angst gaf de gouverneur zich meteen over en triomfantelijk trok Timoer de stad binnen om uiteindelijk zijn kamp buiten de stadsmuren op te zetten. ‘s Nachts kwam de bevolking echter in opstand en brachten enkele officieren om het leven en elke soldaat die ze te pakken konden krijgen. Timoer barstte uit in woede en beval elke legereenheid om een vast aantal hoofden af te leveren. In totaal werden er met 70.000 afgehakte hoofden van de inwoners torens gebouwd en de stad werd totaal verwoest. De wreedheden die werden vertoond waren zelfs 150 jaar eerder tijdens de Mongoolse invasie niet zo onmenselijk geweest. De overige Muzaffariden maakten zich zo snel mogelijk ondergeschikt aan Timoer. De overwinningsroes was echter van korte duur, omdat Tochtamysj, zijn eigen leerling, Samarkand bedreigde.

### Bedreiging vanuit het noorden

#### Agressie van Tochtamysj
Tochtamysj was vanuit het noorden Transoxanië binnengevallen, het hart van Timoers rijk. Timoers zoon Umar Sheikh haastte zich om tegen de kan te vechten maar werd verslagen en omcirkeld. Umar Sheikh kon ternauwernood ontsnappen en sloeg op de vlucht. Tochtamysj begon steden te plunderen en omsingelde zelfs de belangrijke stad Buchara en verwoestte Qarshi, vlak bij Samarkand. De maximale reikwijdte van Tochtamysj veroveringen was waarschijnlijk de Amu Darja (Oxus). Timoer rukte inmiddels op met een leger van 80.000 man waarop Tochtamysj zich terugtrok. Het is belangrijk om bij het conflict tussen Tochtamysj en Timoer in de gaten te houden dat Tochtamysj van koninklijk bloed was, een afstammeling van Jochi. Hierdoor had Tochtamysj de mogelijkheid om zich 'Khan' te noemen, iets wat voor Timoer nooit mogelijk zou worden. Het is dan ook goed mogelijk dat Tochtamysj zichzelf zag als degene die het Mongoolse rijk moest herenigen en niet de lage edelman die Timoer heette, ook al had die hem de kunst van oorlog voeren bijgebracht en had hij hem aan de macht geholpen.
Timoer besefte dat oorlog nu onvermijdelijk was geworden. Zolang er een grote macht als de Gouden Horde zich aan zijn grenzen bevond, kon Timoer niet veilig zijn rijk uitbreiden. Tochtamysj moest en zou verslagen en geneutraliseerd worden. Er zou echter een jaar voorbijgaan voordat Timoer op zou trekken tegen Tochtamysj. Eerst werd Chorasmië gestraft voor zijn hulp aan Tochtamysj waarbij Urgench van de kaart werd geveegd. Terwijl Samarkand eind 1388 werd bedekt door een dik pak sneeuw kwam het nieuws dat Tochtamysj met een gigantisch leger de Syr Darja was overgestoken. Timoers raadgevers besloten dat terugtrekking de beste oplossing was, alle soldaten waren immers naar hun families gestuurd en te wachten tot de lente om aan te vallen. Timoer, te trots om een defensieve oorlog te voeren, was echter niet van plan om hun advies op te volgen. Timoer slaagde erin de voorhoede van Tochtamysj terug over de Syr Darja te drijven, maar de gevechten werden al snel belemmerd door hevige sneeuwval. In de lente van 1389 waren er enkele onbesliste schermutselingen, maar voordat Timoer vol in de aanval kon gaan sloeg hij eerst een opstand neer in Khorasan en dreef hij de Moghuls terug. Aan het eind van 1390 kon Timoer eindelijk op pad met een leger van 200.000 man en overwinterde in Tasjkent.

#### Mars noordwaarts

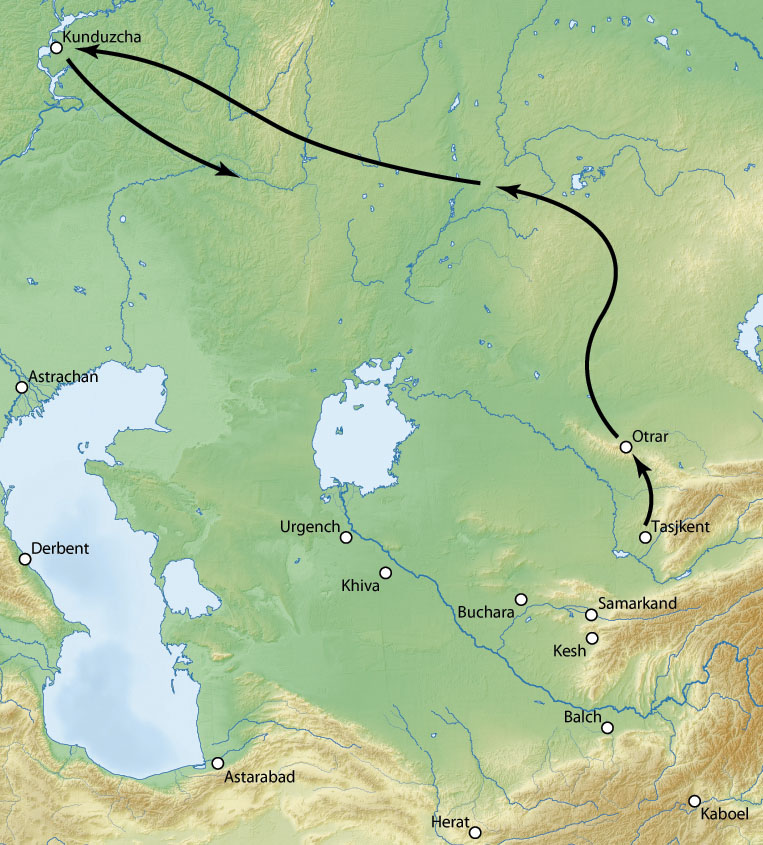
Timoers achtervolging op Tochtamysj over de Kazachse steppe.

Hoewel iedereen had verwacht dat pas in de lente de veldtocht zou worden voortgezet, gaf Timoer in januari 1391 orders om noordwaarts te trekken. Tochtamysj kreeg al snel te horen van Timoers opmars en schrok van de grootte van zijn leger. In de hoop een volledige oorlog te voorkomen zond hij negen prachtige paarden en een valk als giften naar Timoer. Timoer bleef echter ervan overtuigd dat Tochtamysj verslagen moest worden en de oorlog ging onverminderd door. Na maanden over de steppe te zijn getrokken, was er nog steeds geen spoor te bekennen van Tochtamysjs leger en de voorraden die Timoers troepen hadden meegenomen begonnen snel op te raken. Alles wat ook maar net eetbaar was, werd gegeten en het leger was bang dat Tochtamysj nu, wanneer zij op hun zwakst waren zou aanvallen. Timoer besefte dat de grootste prioriteit was om zijn mannen van voedsel te voorzien en dus werd er een grote jachtpartij georganiseerd. De 200.000 mannen zouden een cirkel vormen waarin allerlei wild gevangen zou worden. Dan zouden de soldaten de cirkel steeds verder verkleinen om al de dieren bij elkaar te drijven om ze daarna neer te schieten. De cirkel was zo immens dat het maar liefst twee dagen duurde om hem te voltooien. De slachtpartij was uiteindelijk immens en alle zorgen werden voor even vergeten.
Timoer had inmiddels de grenzen van Siberië bereikt en spionnen werden steeds dieper de steppes ingestuurd. Na vijf maanden en bijna 3000 kilometer werden eindelijk tekenen van leven gevonden en er werd een achterblijver uit Tochtamysjs leger gevangengenomen, die vertelde dat Tochtamysj zich in het Oeralgebied bevond. Timoer trok westwaarts waar ze uiteindelijk op 18 juni 1391 Tochtamysjs leger troffen. In de Slag aan de Kondurcha die volgde, leek Tochtamysj de overhand te krijgen maar omdat er paniek was ontstaan over zijn mogelijke dood, sloeg het leger op de vlucht en werd afgeslacht door Timoer. Ongeveer 100.000 mannen en vrouwen verloren het leven die dag. De overwinning werd uitgebreid gevierd en een maand lang was er een groot feest op de oevers van de Wolga.

#### Wederopstanding en totale vernietiging van de Gouden Horde

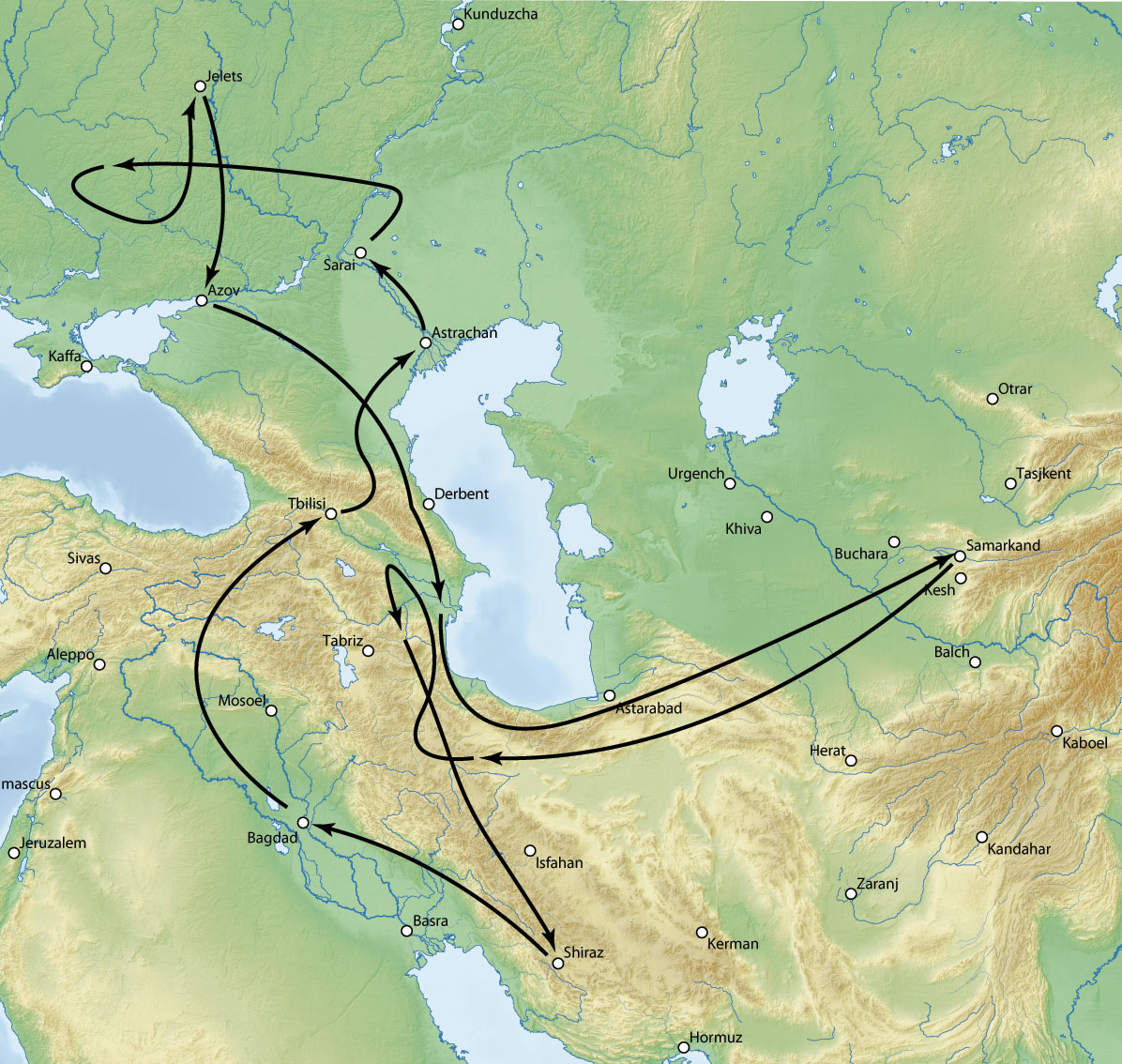
Timoers route bij de vernietiging van de Gouden Horde.

Dit had het einde van Tochtamysj moeten zijn, hoewel hij in het begin de slag leek te gaan winnen werd hij uiteindelijk verpletterend verslagen en vernederd. Drie jaar later, terwijl Timoer bezig was opstanden in Perzië neer te slaan, kreeg hij het nieuws dat Tochtamysj wederom Georgië was binnengevallen en een alliantie had gesloten met Barquq, de Sultan van Egypte. Timoer zond een troepenmacht naar de regio, maar zoals zo vaak trokken daarop de hordes zich terug naar de steppe. Hoewel Timoer in het westen twee grote tegenstanders had, de Ottomanen en de Sultan van Egypte, konden deze wachten en besloot Timoer dat er eens en voor altijd met Tochtamysj afgerekend moest worden.
Op zijn weg richting het noorden belegerde hij enkele vestingen in Diyarbakir. Het was in deze campagne in laat 1393 of vroeg 1394 dat Timoer zijn tweede zoon, Omar Shaykh, verloor. Nabij de Kaspische Zee werd er uiteindelijk overwinterd en in de lente van 1395 was het tijd om op oorlogspad te gaan. Sinds de tijd van Dzjengis Khan was er niet meer een dergelijk groot leger geweest in de regio. Het leger trok in gehele slagformatie op naar het noordwesten en trok via Tbilisi het huidige Tsjetsjenië binnen waar ze in april 1395 Tochtamysj troffen nabij de huidige stad Grozny. Tochtamysj was in het voordeel omdat hij de noordelijke oever van de rivier en de enige doorwaadbare plaats in zijn bezit had. Timoer besloot zijn kamp op te breken en via de zuidelijke oever stroomopwaarts te gaan, wat Tochtamysj volgde. Drie dagen ging dit spel door totdat Timoer opdracht gaf aan de vrouwen om zich te kleden als soldaten en het kamp te bewaken terwijl hij met zijn manschappen terugkeerde naar de doorwaadbare plaats om zo Tochtamysj aan te vallen.
Op 22 april 1395 was het zo ver: de Slag aan de Terek begon. Timoers linkerflank kwam al direct in de problemen en Timoer schoot zelf met de reservetroepen te hulp. Hij had zijn tegenstander echter onderschat en kwam zelf in het nauw. Hij werd te hulp geschoten door vijftig mannen die een cirkel om hem heen vormden en zo de Grootemir beschermden. Timoer hield ternauwernood stand terwijl Mohammed Sultan met zijn rechtervleugel door Tochtamysj linies heen stootte. Tochtamysj' leger werd ontmoedigd en sloeg op de vlucht, eerst de linkervleugel en daarna ook het centrum. Tochtamysj zelf keerde het slagveld de rug toe en vluchtte voor zijn leven. Timoers overwinning was zo groot dat niets hem meer in de weg stond om de Gouden Horde definitief uit te schakelen.
Overtuigd dat hij de Gouden Horde voorgoed moest uitschakelen trok Timoer eerst naar Astrachan aan de Wolga en de hoofdstad Sarai, om deze te plunderen en met de grond gelijk te maken. Daarna trok hij naar Tana aan de Don, een commercieel centrum waar veel Europese handelaren gevestigd waren, met name uit Genua en Venetië. Timoer liet hier alle christenen ombrengen. Dit zorgde ervoor dat de handel langs de noordelijke tak van de zijderoute tot stilstand kwam. Timoer bepaalde dat alle handel voortaan via zijn rijk moest lopen, wat hem extra inkomsten zou opleveren. De Gouden Horde was een zware slag toegebracht en in de chaos braken onderlinge gevechten uit. Tochtamysj was gebroken en leefde de rest van zijn leven op de steppe, zijn veroveringen waren voorbij.

### Invasie van Hindustan

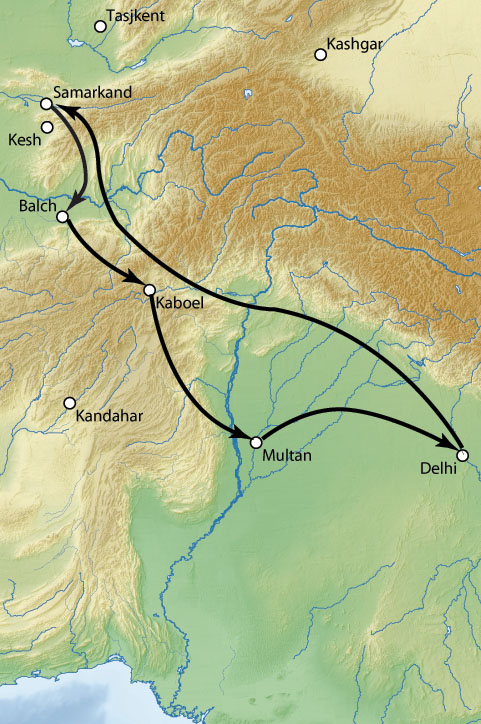
Route van Timoers India campagne.

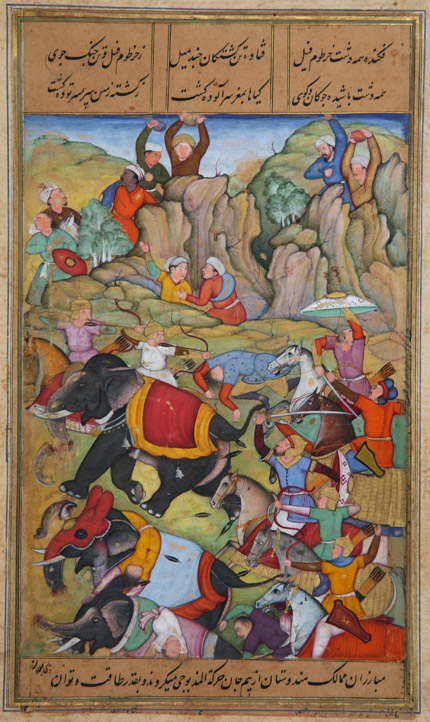
Timoer verslaat de Sultan van Delhi, Mahmud Nasir ud din, op 17 december 1398.

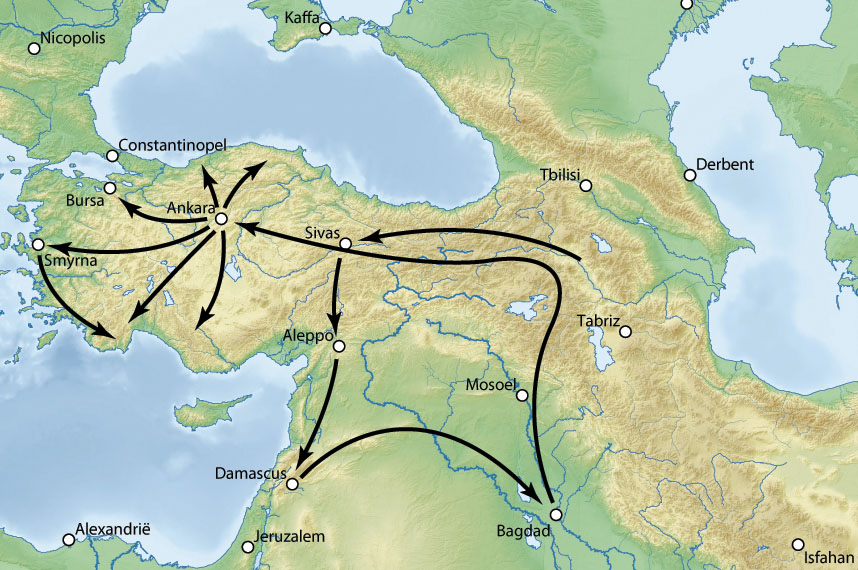
Timoers campagne in Anatolië en het Midden-Oosten.

Op 61-jarige leeftijd trad Timoer wederom Samarkand binnen, en werd daar feestelijk ontvangen. Twee jaar lang zou hij in de hoofdstad blijven, waar hij grote bouwprojecten startte. Oorlog was echter nooit ver weg bij Timoer en hoewel hij druk bezig was in Samarkand plande hij al zijn volgende campagne. Het sultanaat Delhi was na de dood van Mahmud Nasir ud din in 1394 terechtgekomen in een burgeroorlog en was dus sterk verzwakt. Timoer zag zijn kansen schoon om grote eer te behalen door strijd te voeren tegen de rijke sultanaten van India. Daarnaast hadden zowel Alexander de Grote als Dzjengis Khan Delhi nooit weten te bereiken en zou hij dus boven hen uit kunnen stijgen.
Hemelsbreed lag Delhi ‘slechts’ op 1500 kilometer van Samarkand verwijderd, niet heel bijzonder voor Timoers uitgestrekte rijk. De route ging echter door het Hindoekoesjgebergte met toppen tot 7500 meter hoog en het woongebied van de Nuristani, een volk dat zelfs Alexander de Grote niet had kunnen bedwingen. Er waren verder rivieren en woestijnen die doorkruist moesten worden. En als ze hun bestemming al zouden halen hadden de Indiërs nog altijd het meest gevreesde dier op het slagveld: de Aziatische krijgsolifant. Timoer was echter vastbesloten en in maart 1398 vertrok hij met een leger van 90.000 man naar het zuiden. Vlak bij Termiz stak hij de Amu Darja over om via Balch de bergen in te trekken. Hier verliet Timoer de hoofdmacht met een kleine groep soldaten om met de Nuristani af te rekenen. Het weer verslechterde en Timoer verloor veel troepen, maar toch wist hij de Nuristani uiteindelijk tot overgave te dwingen om ze daarna af te slachten en de gebruikelijke schedeltorens te bouwen. Hij vervolgde zijn weg en kwam in augustus aan in Kaboel.
In oktober kwamen Timoer en zijn kleinzoon Pir Mohammed weer bij elkaar nadat de stad Multan met veel moeite was veroverd. Tegen december stond Timoer eindelijk tegenover Delhi, waar een leger van tienduizend paarden, tussen de twintig- en veertigduizend voetvolk en 120 olifanten klaarstond om de stad te verdedigen. De eerste schermutseling ontstond toen zevenhonderd ruiters van Timoer werden aangevallen, en hoewel het een onbeduidende strijd leek, had het grote gevolgen. Zo lieten de 100.000 hindoes die gevangen waren genomen op weg naar Delhi hun hoop blijken bevrijd te worden. Timoer wilde een opstand voorkomen en liet alle 100.000 gevangenen ombrengen.
Sultan Mahmud marcheerde op 17 december 1398 door de poorten van Delhi om slag te leveren. De gevechten waren hevig en Timoer liet een regen van pijlen los op Mahmuds rechtervleugel. Mahmud reageerde door zijn linkervleugel en voorhoede tegen Timoers rechtervleugel in te zetten, maar ze werden uiteindelijk in de flanken aangevallen. Nadat enkele honderden waren omgekomen in de aanvankelijke aanval sloegen de Indiërs op de vlucht. Mahmud stuurde daarom zijn olifanten op Timoers leger af. Timoer had dit echter al voorzien en stuurde in brand staande kamelen richting de olifanten die uit angst rechtsomkeert maakten en de eigen linies verpletterden. De slag was voorbij, Timoer had wederom overwonnen en de volgende dag trok hij triomfantelijk Delhi binnen.
Hoewel er aanvankelijk geen problemen leken te ontstaan kwamen er meer en meer soldaten de stad binnenstromen. Het is onduidelijk wat de aanvankelijke reden was, maar op een gegeven moment sloeg de vlam in de pan en begon een gigantische slachtpartij van de bevolking van Delhi en werd de stad platgebrand. Drie dagen lang ging het moorden en plunderen onverminderd door, alles van waarde werd meegenomen en de overlevenden werden als slaven mee terug naar Samarkand genomen. Terwijl de legers van Timoer op hun terugweg nog enkele veldslagen leverden en steden plunderden, grepen honger en ziektes in Noord-India om zich heen. Akkers waren verwoest, graanopslagen verbrand en de lijken van de duizenden doden vergiftigden het water en verspreidden ziektes. Het zou meer dan een eeuw duren voordat Delhi zich had hersteld van de meest vernietigende invasie waarmee het ooit te maken kreeg.

### Spanningen in het westen

#### Verovering van Sivas
Na de complete verwoesting van de Gouden Horde in het noorden en de plundering van Delhi in het zuiden waren deze zijden van Timoers rijk veiliggesteld. Hoewel hij altijd graag naar het oosten tegen de Mingdynastie van China wilde optrekken, besloot Timoer dat eerst het westen onder handen moest worden genomen. En zo ging hij al in oktober 1399, vier maanden na zijn terugkomst uit India weer op pad. Sultan Ahmet van de Jalayiriden had weer bezit genomen van Bagdad, maar sloeg op de vlucht toen de legers van Timoer in aantocht waren, ditmaal naar Sultan Bayezid van het Ottomaanse Rijk. Het beschermen van Timoers vijanden was een van de aanleidingen voor de oorlog tussen Bayezid en Timoer. Maar waarschijnlijk was de belangrijkste reden dat beide succesvolle veroveraars (Bayezid had in 1396 bijvoorbeeld de kruisvaarders in de Slag bij Nicopolis verpletterd) elkaars grenzen nu zo dicht waren genaderd dat uitbreiding alleen nog maar onderlinge oorlog kon betekenen.
In de zomer van 1400 voerde Timoer een bliksemaanval uit in Anatolië, gericht op de stad Sivas. In augustus was de belegering van Sivas een feit, drie weken lang werden de muren ondermijnd en beschoten totdat de stad inzag dat het een verloren zaak was en zich overgaf. Terwijl de moslims werden gespaard, werden de Armeniërs en andere christenen gevangengenomen. Het grootste gedeelte van het garnizoen dat de stad had verdedigd bestond uit Armeniërs. Nadat Timoer hun had beloofd 'hun bloed niet te laten vloeien' gaf hij opdracht om de 3000 mannen levend te begraven, waarop Timoer zei: 'Ik heb mijn belofte gehouden, aangezien geen bloed van hen heeft gevloeid'. De stad zelf werd compleet verwoest en in de as gelegd.

#### Expeditie naar Syrië
Aleppo ligt ongeveer 250 kilometer ten zuiden van Sivas en was een welvarend politiek, commercieel en cultureel centrum en een belangrijke halteplaats in de zijderoute. Hoewel zijn emirs er niet veel heil in zagen om Aleppo nu al aan te vallen – de mannen hadden weinig rust gehad sinds hun expeditie naar India – was Timoer ervan overtuigd dat de stad kon worden veroverd. In de tussentijd verzamelden de mammelukken vanuit het hele rijk soldaten om de stad te verdedigen, maar hulp van de sultan kwam er niet. Tegen het einde van oktober 1400 had Timoer zijn kamp voor Aleppo opgeslagen. Net als in India daagde Timoer ook hier de verdediger uit om buiten de muren slag te leveren, wat uiteindelijk ook gebeurde. De slag die volgde werd door Timoer redelijk gemakkelijk gewonnen door het gebruik van olifanten die een hele vleugel op de vlucht lieten slaan. Het hele leger van Aleppo rende al snel terug naar de stadspoorten, waar het werd afgeslacht of onder de voet werd gelopen. Aleppo gaf zich over, waarna er vier dagen lang werd geplunderd en gemoord.
De weg naar Damascus lag nu open. Deze rijke stad is een van de oudste steden in de wereld en was welvarend geworden door de handel tussen Europa en Azië. Het was een prooi die Timoer niet links kon laten liggen. Op de weg naar Damascus vielen eerst Hama, Homs, Baalbek, Sidon en Beiroet, terwijl zijn generaals Miranshah en Shahrukh Antiochië belegerden en uiteindelijk zouden innemen. Timoer bereikte Zuid-Syrië aan het einde van december 1400, waar hij zijn kamp ten westen van Damascus opsloeg. De Egyptische sultan Faraj kwam rond midden januari in de regio en sloeg zijn kamp op ten zuiden van de stad. Hij probeerde door middel van een huurmoordenaar Timoer om te brengen, maar het plan werd ontmaskerd en de huurling meteen geëxecuteerd. Twee mannen die hem hadden vergezeld werden naar Faraj teruggestuurd, zonder hun oren en neuzen.
Faraj besloot uiteindelijk te beloven dat hij de stad zou overgeven en een vazal zou worden van Timoer; daarom trok Timoer zich enkele kilometers terug om het staakt-het-vuren te handhaven. De inwoners van Damascus geloofden echter dat Timoer zich geheel terugtrok en vielen zijn achterhoede aan. Nu maakte Timoer rechtsomkeert en begon de stad weer te belegeren, terwijl Faraj zijn leger terugtrok vanwege geruchten dat hij van zijn troon zou worden gestoten. Damascus stond er nu alleen voor. Door diplomatie leek de stad aanvankelijk gespaard te worden, maar de gouverneur van de stad besloot zich te verzetten. 29 dagen lang werd de stad beschoten en aangevallen voordat de gouverneur zich eindelijk overgaf, waarna hij als beloning onthoofd werd. Een gigantische schatting werd betaald om de stad te sparen, maar Timoer verhoogde steeds zijn eisen waardoor Damascus uiteindelijk hieraan niet meer kon voldoen. Daarop liet Timoer op 16 maart 1401 de hel losbarsten. De buit die werd vergaard was zo immens dat de legers van Timoer een selectie moesten maken van wat ze meenamen. De stad werd intussen totaal platgebrand, zelfs de Grote moskee van Damascus ging in vlammen op.

#### Bagdad
Aanvankelijk was het plan om weer naar het noorden te trekken en in Karabach de winter door te brengen. Timoer was echter nog maar net vertrokken toen hij te horen kreeg dat de twintigduizend man troepen die hij naar Bagdad had gestuurd compleet hadden gefaald en de stad niet hadden kunnen innemen. Timoer besloot daarom om zijn plannen opzij te schuiven en zelf met Bagdad af te rekenen. Timoer liet de stad aan beide zijden van de Tigris omcirkelen, de omtrek van zes kilometer vormde hierbij geen enkel probleem. Na zes weken gaf Timoer het bevel om de stad te bestormen. De stad werd ingenomen en elke soldaat was verplicht minstens één hoofd van een inwoner terug te brengen. In totaal werden 90.000 mensen afgeslacht en de gebruikelijke schedeltorens werden ook nu weer opgebouwd. Nu met Bagdad was afgerekend werd het plan alsnog hervat en zette Timoer koers naar Karabach.

#### Bayezid de Bliksemschicht

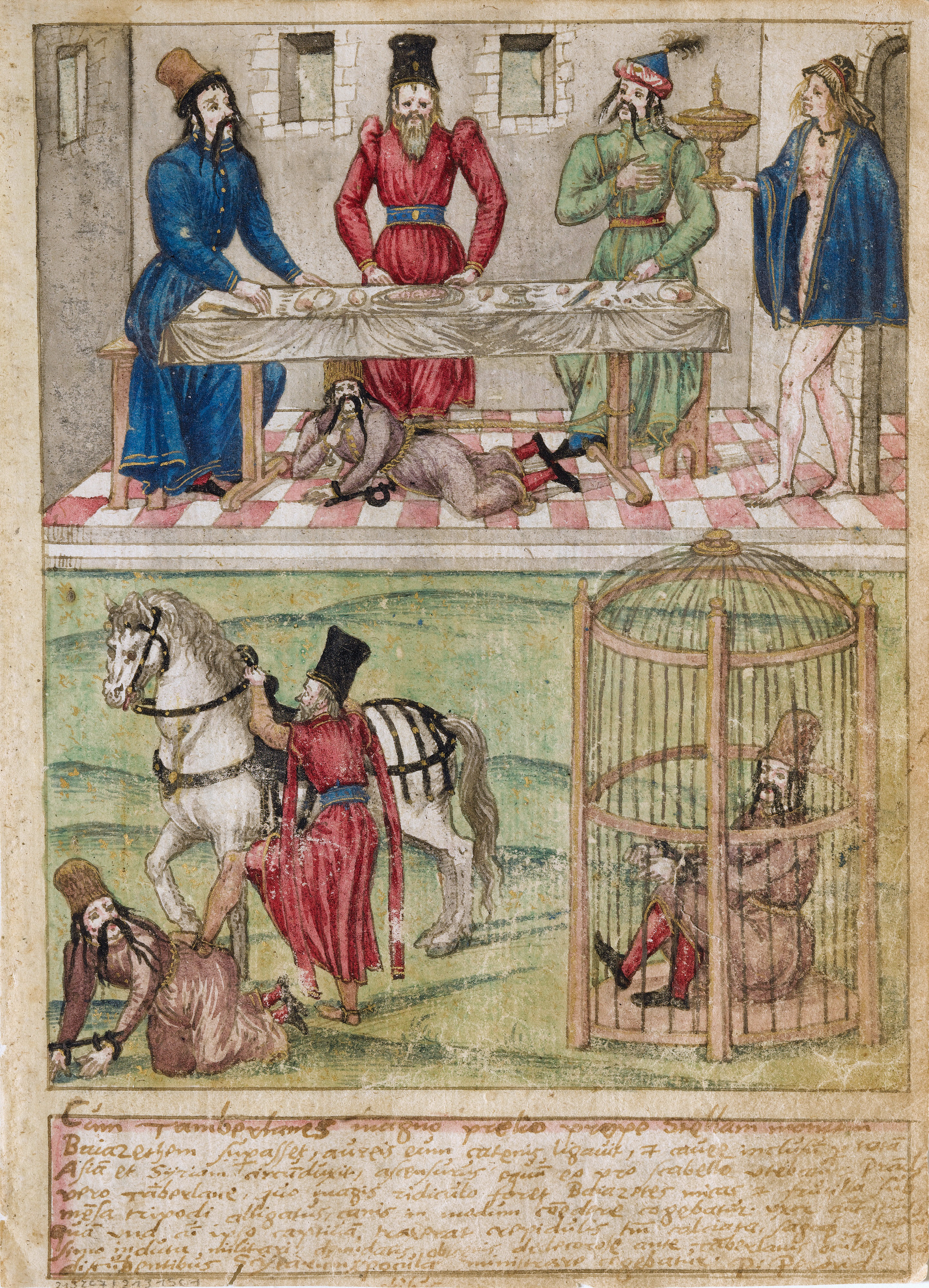
De vernedering van Bayezid, geketend aan een tafelpoot. Bayezid in een kooi, en Bayezid, gebruikt als een opstapje voor Timur om zijn paard te bestijgen. (Anonieme afbeelding uit 1561 of eerder)

Terwijl Timoer in Syrië en Bagdad huishield, had hij de Ottomanen niet verwaarloosd. Zo had hij over de naar Trebizond gevluchte Byzantijnse keizer Manuel II suzereiniteit gekregen en had hij een alliantie gesloten met Constantinopel. Bayezid, de sultan van de Ottomanen, kreeg inmiddels concrete bedreigingen over zich heen omdat hij twee aartsvijanden van Timoer niet wilde uitleveren. Bayezid wordt als een van de beste veldheren beschouwd van zijn tijd. Hij had in 1396 de ‘laatste’ kruistocht verslagen en was dicht bij de inname van Constantinopel. In februari 1402 stuurde Timoer zijn legers naar Sultaniya, een voorbode voor oorlog. Beide leiders bereidden zich voor op de oorlog die onvermijdelijk ging komen.
Bayezid trok richting Tuqat, waar hij meende dat Timoer ook heen zou gaan. Timoer, zeer bekwaam in valse terugtrekkingen en misleidingen, trok echter richting Ankara. Bayezid had Ankara slechts enkele dagen eerder verlaten toen Timoers leger er plotseling opdook. Timoer had een groot voordeel, aangezien hij de stad kon belegeren en zijn kamp op goede grond kon opslaan, terwijl Bayezid eerst nog een week terug moest marcheren. Tegen de tijd dat de Ottomanen bij Ankara arriveerden waren ze uitgeput en slecht bevoorraad. Daarnaast had Bayezid grote regimenten Qarai en Sipahi in zijn leger die Timoer al maandenlang probeerde over laten lopen, met als beloning een rijke uitgebreide buit. In de ochtend van 28 juli 1402 begon de Slag bij Ankara, een van de grootste veldslagen die de regio ooit had gezien. De Qarai in het Ottomaanse leger liepen vrijwel direct over en de Ottomaanse linkervleugel sloeg al snel op de vlucht. Bayezids centrum hield tot in de avond stand, maar de tachtig regimenten en dertig krijgsolifanten van Timoer deden hun werk en de Ottomanen gaven zich over. Bayezid werd gevangengenomen en omdat zijn vier zonen geen vrede konden sluiten brak het tienjarige Ottomaanse Interregnum aan.
Er bestaan verschillende mythen over Bayezids behandeling in gevangenschap. Zo zou hij zijn opgesloten in een kooi. Soms wordt er zelfs beweerd dat Bayezid veren had gekregen om een link te leggen met een vogel opgesloten in zijn kooi, een grote vernedering voor de sultan. Veel bronnen spreken echter niet over deze kooi en het is waarschijnlijker dat Timoer zijn gevangene redelijk behandelde. De zoon van Bayezid prees Timoer zelfs voor diens eerbare gedrag van zijn vader in een brief gericht aan Timoer. De hofbiograaf van Timoer meldde in zijn verslagen dat Timoer zichtbaar geëmotioneerd was toen hij van het overlijden van Bayezid in maart 1403 te horen kreeg.
De landen van de Ottomanen lagen na de Slag bij Ankara compleet open en Timoer maakte daar goed gebruik van. De stad Bursa werd ingenomen en toen alles van waarde uit de stad was gehaald werd het in brand gestoken. Timoer had inmiddels vrijwel geheel Anatolië in handen, waardoor de Europeanen bang werden dat hij de Zee van Marmara zou oversteken en de jihad van de Ottomanen zou overnemen. In een poging om dat te voorkomen werden vanuit verschillende landen ambassadeurs gestuurd om Timoer in te palmen. Zelfs de Egyptische sultan besloot zich nu ondergeschikt te maken aan Timoer. Slechts de havenstad Smyrna (het huidige İzmir) behoorde nog niet aan Timoer. Smyrna was de laatste christelijke exclave in Anatolië en was in handen van de Hospitaalridders. Twee weken lang werd de stad bestookt met Grieks vuur en verdedigden de ridders zich met alle macht. Ondanks de zeer goede defensieve ligging van de stad en de sterke muren, begon de defensie scheuren te vertonen. De ridders hadden een dapper verzet geleverd, maar de legers van Timoer bleken te groot en de stad viel. Terwijl de stad al was ingenomen kwamen er nog hulptroepen aan die nietsvermoedend koers zetten richting de stad. Timoer beval zijn troepen om de afgehakte hoofden van zijn tegenstanders richting de schepen te schieten. De actie had het gewenste effect en de gedemoraliseerde troepen maakten rechtsomkeert. De verovering van Anatolië was compleet.

### Expeditie naar China
Eenieder die mijn rust verstoort, in dit leven of het volgende, zal onderhevig zijn aan onontkoombare straf en leed.

Hoewel de weg naar Europa openlag, koos Timoer ervoor het niet aan te vallen. Timoer begon oud te worden en zijn gezondheid ging achteruit. Er zou geen tijd worden verspild aan het veroveren van een arm continent terwijl er veel meer glorie, eer en buit te behalen viel in het China van de Ming. Na de val van de Mongoolse Yuan-dynastie in 1368 was China gefragmenteerd en instabiel geworden. In 1399 had Timoer vernomen dat er een burgeroorlog was uitgebroken, maar hij had zijn zinnen toen al op het westen gezet. De onrust was nog steeds aanwezig en dus kon Timoer zijn grootste glorie ooit gaan behalen door tegen China op te trekken. Het lijkt erop dat hij jarenlang een soort ondergeschikte was van de Ming-keizers en dat er ook jaarlijkse schattingen werden betaald, maar Timoer beëindigde de betalingen. Hij had de invasie al vanaf 1396 gepland met het bouwen van nieuwe fortificaties nabij de Chinese grens. Nu hij op zijn hoogtepunt was maakte hij zich op voor oorlog.
Terwijl Timoer vanuit Anatolië op weg was naar Samarkand kreeg hij eerst het nieuws te horen dat Bayezid was overleden. Hij zond daarop diens lichaam beladen met edelstenen en sieraden naar een der zonen van Bayezid. Meteen daarna kwam het nieuws dat zijn kleinzoon Mohammed Sultan ernstig ziek was geworden. Mohammed Sultan was nooit volledig hersteld van de verwondingen die hij had opgelopen bij Ankara en hij stierf vier dagen na Bayezid. Mohammed Sultan was Timoer's lievelings(klein)zoon en hij had hem graag als zijn opvolger gezien. Het gehele leger en hof betreurde de dood van de troonopvolger.

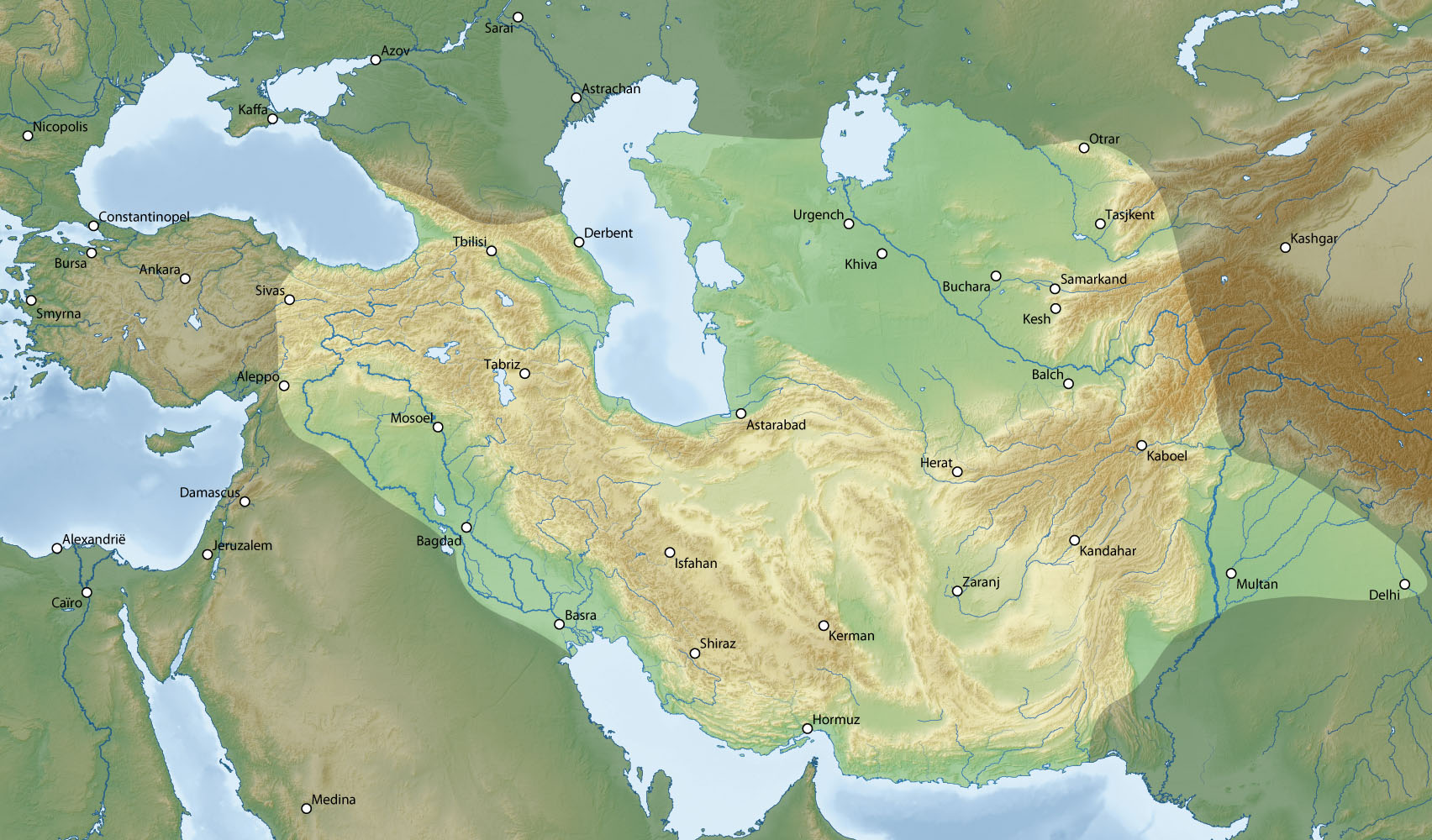
Timoers rijk bij zijn overlijden, vazallen worden niet getoond.

### Het einde
Op zijn weg naar het oosten kon Timoer het niet nalaten om Georgië voor een zesde en laatste keer aan te vallen, waarna hij in de herfst van 1403 verder trok. Terwijl hij overwinterde in Karabach begon Timoer voorzorgsmaatregelen te treffen om zijn opvolging goed te laten verlopen. Hij verdeelde zijn rijk onder zijn zonen en kleinzonen, die elk een deel van zijn immense rijk zouden regeren. In augustus 1404 kwam de inmiddels 68-jarige Timoer na vijf jaar eindelijk terug in Samarkand, zijn hoofdstad. Het leger dat uit alle hoeken van zijn gebied was verzameld telde maar liefst 200.000 man. Voor hen lag een mars van 4500 kilometer naar Peking, en dat in hartje winter. Velen stierven door de kou, maar Timoer had haast, ook zijn tijd naderde. In midden januari 1405 kwam hij aan in de Centraal-Aziatische stad Otrar, waar hij moest wachten totdat de bergpassen begaanbaar waren. Hier ontving Timoer ambassadeurs van zijn oude vijand Tochtamysj, die namens hem zijn verontschuldigingen aanboden en zijn ondergeschiktheid bevestigden. Timoer antwoordde dat hij bij de terugkomst uit China Tochtamysj weer op de troon zou zetten. Hartje winter raakte Timoer verkouden. De verkoudheid verergerde tot koorts, en toen Timoer besefte dat zijn einde naderde, riep hij al zijn emirs, heren en legercommandanten alsook zijn familielieden bij hem om hun de laatste instructies te geven. De keizer, het middelpunt van het universum, stierf op 19 januari 1405.

### Chronologie van Timoers leven
- 1336 — Officiële datum van de geboorte van Timoer nabij Sachrisabz
- 1347 — Kazgan neemt de macht over in Transoxanië
- 1355-1356 — Timoers eerste kind, Jahangir, wordt geboren. Zijn tweede zoon Omar Shaykh volgt snel.
- 1358 — Kazgan wordt vermoord
- 1360 — Tughlugh Timoer valt Transoxanië binnen, Timoer belooft eerst loyaliteit maar komt al snel samen met Amir Hoessein in opstand.
- 1362 — Timoer trouwt met Hoesseins zus om hun bondgenootschap te bezegelen.
- 1365 — Ilyas Khoja verslaat Timoer en Hoessein in de Slag in de Modder
- 1366 — Timoer en Hoessein nemen bezit van Samarkand. Ilyas Khoja wordt vermoord en Qamar ad-Din wordt de nieuw Kan van Moghulistan. Miranshah wordt geboren.
- 1366-1370 — Timoer en Hoessein bestrijden elkaar.
- 1370 — Hoessein wordt verslagen en Timoer wordt de alleenheerser in Transoxanië. Hij installeert Suyurghitmisch als Khan.
- 1372 — Timoer trekt op tegen de Soefi-dynastie in Chorasmië. Timoer wint met gemak en krijgt de dochter van de leider aangeboden om te laten trouwen met zijn zoon.
- 1373 — De dochter wordt niet gebracht en daarom valt Timoer voor een tweede keer aan. De dochter trouwt met Jahangir terwijl het gebied door Timoer wordt geannexeerd.
- 1375-1376 — Timoer strijdt tegen Moghulistan.
- 1376 — Jahangir sterft. Tochtamysj vlucht naar Timoers hof, Timoer bewapent hem in zijn poging de macht over de Witte Horde in handen te krijgen.
- 1377 — Geboorte van Timoers zoon Shahrukh.
- 1378 — Tochtamysj weet de derde keer met Timoers hulp wel de Witte Horde over te nemen en wordt gekroond tot Khan.
- 1380 — Tochtamysj wordt de Kan van de Gouden Horde
- 1381 — Herat wordt veroverd, expeditie tegen Khorasan
- 1384-1386 — Timoer neemt Sistan, Kandahar en Soltaniyeh in. De hoofdstad van Zaranj wordt geplunderd. Tochtamysj plundert Tabriz, Timoer reageert met zijn driejarige campagne in Perzië, Tabriz en Tbilisi worden veroverd.
- 1387 — Timoer zwerft door Armenië en Anatolië en neemt later Isfahan in, de stad wordt uiteindelijk uitgemoord. Tochtamysj valt Timoer ondertussen aan in Transoxanië waardoor Timoer naar het oosten trekt om Tochtamysj terug te drijven.
- 1389-1390 — Campagne tegen Moghulistan
- 1390-1391 — Timoer zet een grote expeditie op om met Tochtamysj af te rekenen. Na een mars van 3000 kilometer verslaat hij Tochtamysj in de Slag aan de Kondurcha.
- 1393 — Georgië wordt in de as gelegd waarna Timoer zijn verovering van Perzië compleet maakt met de inname van Bagdad.
- 1394 — De Egyptische sultan Barquq en Tochtamysj sluiten een alliantie terwijl Timoer Armenië en Georgië verwoest. Tochtamysj voert enkele tochten uit in de Kaukasus.
- 1395 — Timoer verslaat Tochtamysj voor de tweede en laatste keer in de Slag aan de Terek. Hij trekt verder naar het hart van de Gouden Horde en vernietigt belangrijke steden als Sarai, Astrachan en Tana.
- 1396 — Triomfantelijk keert Timoer met een gigantische buit terug in Samarkand waar hij grote bouwprojecten begint.
- 1397 — Pir Mohammed, zoon van Jahangir, begint de voorbereidingen voor Timoers volgende expeditie en slaat het beleg voor Multan.
- 1398 — De Indiase campagne begint. Timoer beveelt de executie van 100.000 gevangen en neemt Delhi in waarna het met de grond gelijk wordt gemaakt.
- 1399 — Sultan Barquq overlijdt waardoor zijn zoon Faraj aan de macht komt. Gebruikmakend van de onrust trekt Timoer naar het westen.
- 1400 — Na de inname van Sivas worden 3000 soldaten levend begraven. Aleppo wordt ingenomen waarna 20.000 inwoners worden gedood.
- 1401 — Ook Damascus moet er uiteindelijk aan geloven en wordt platgebrand. Het opstandige Bagdad wordt nogmaals ingenomen waarna de 90.000 inwoners worden gedood.
- 1402 — In juli verslaat Timoer de Ottomaanse Bayezid I in de Slag bij Ankara, Timoers grootste overwinning. Tevens wordt de sultan gevangengenomen. Smyrna, tegenwoordig İzmir, de laatste christelijke exclave in Anatolië, wordt door Timoer ingenomen.
- 1403 — Bayezid sterft in gevangenschap, snel hierna volgt Timoers kleinzoon en aangewezen opvolger Mohammed Sultan. Timoer valt voor de laatste keer Georgië binnen.
- 1404 — Teruggekomen in Samarkand begint Timoer met de voorbereiding voor de invasie van Ming-China.
- 1405 — Op weg naar China sterft Timoer op 19 januari 1405 in Otrar, Kazachstan.

## Erfenis

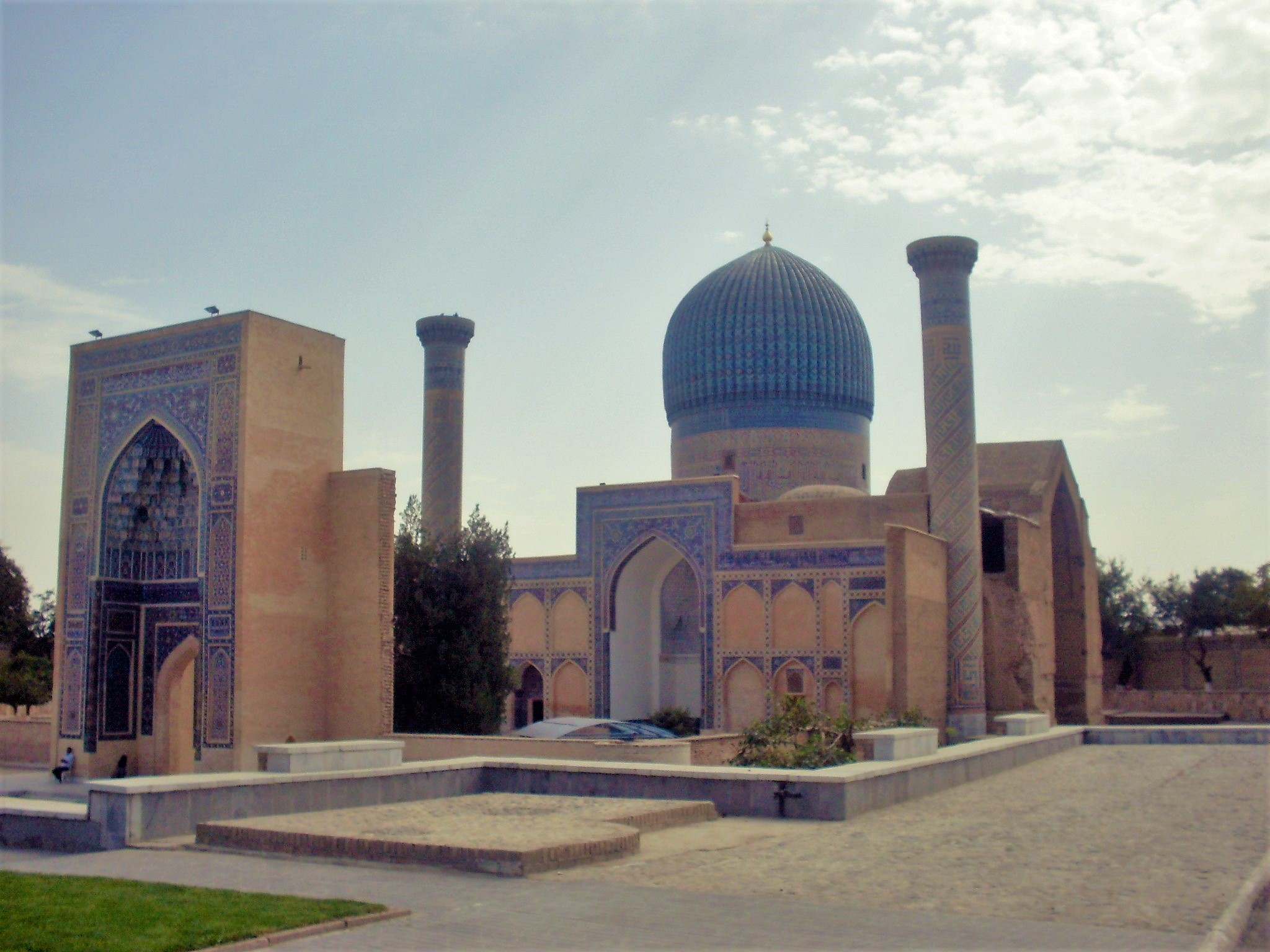
De Gur-e Emir in Samarkand, het mausoleum van Timoer.

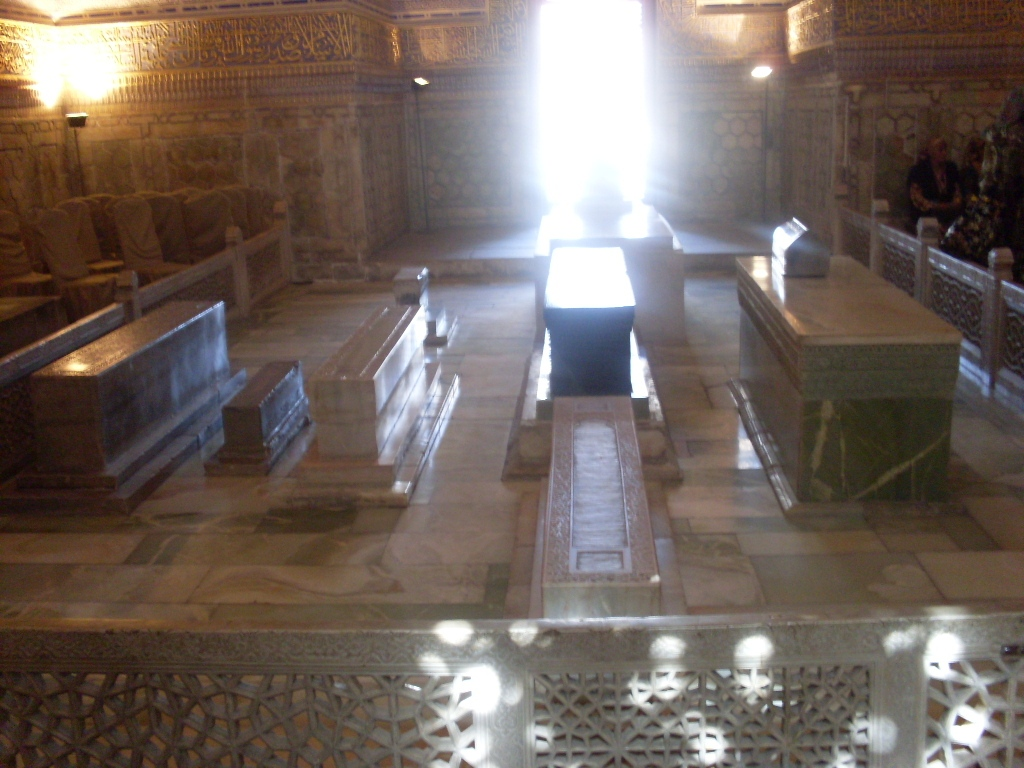
De Gur-e Emir in Samarkand, het mausoleum van Timoer.

Direct nadat Timoer was begraven in zijn mausoleum Gur-e Emir begon de strijd om het rijk, hoewel Timoer Pir Mohammed had uitgeroepen tot zijn opvolger. Die was echter in Noord-India tijdens de dood van zijn grootvader. De ambitieuze Khalil Sultan bevond zich op slechts 250 kilometer van Samarkand. Toen Sultan Hussein er niet in slaagde de troon te claimen vluchtte hij naar Shahrukh Mirza, die hem liet executeren. Khalil Sultan wist bij aankomst in Samarkand de macht over het rijk te grijpen en in 1406 vond er een veldslag plaats tussen Khalil Sultan en Pir Mohammed die door Khalil werd gewonnen. Eén jaar later zou Pir Mohammed door zijn eigen emirs worden vermoord. Khalil Sultans regeringsperiode duurde echter slechts vier jaar, en in die korte tijd raakte de schatkist leeg door het uitblijven van plunderbuit. Khalil Sultan verloor steun van de emirs en vluchtte naar Shahrukh, die hem aanvankelijk met open armen ontving, maar later vergiftigde hij hem om zelf de macht te grijpen. Shahrukh verplaatste de hoofdstad naar Herat en liet Samarkand over aan zijn zoon Ulug Bey. De veertig jaar die volgden waren een hoogtepunt van de Timoeridische cultuur; oorlogen bleven nu achterwege. Transoxanië werd een vrijplaats van vrede en voorspoed. In het midden van de vijftiende eeuw stierven echter zowel Shahrukh als Ulug Bey. Na een regeringsperiode van 38 jaar werd Ulug Bey vermoord door zijn eigen zoon. Binnen een eeuw was er vrijwel niets meer over van het gigantische rijk dat Timoer uit het niets had gecreëerd. Alleen in het Indiase Mogolrijk, gesticht door Babur, de achterachterkleinzoon van Timoer, echode de nalatenschap van Timoer nog door.

## Timoers leger en oorlogvoering

### Leger
Omdat Transoxanië een gebied was met veel verschillende volkeren en culturen is het niet vreemd dat in het ‘islamitische’ leger van Timoer ook andere religies en culturen voorkwamen. De nomaden vormden echter de ruggengraat van Timoers macht. De meeste nomaden kwamen van een veertigtal stammen in Transoxanië die in ruil voor soldaten geen belastingen hoefden te betalen. Deze troepen werden door hun eigen officier, een aymak, geleid en vormden een elite-troepenmacht. De Transoxanische steden hadden ook allemaal hun eigen contingent, de sarbadar. Dat werd in de eerste plaats gebruikt ter verdediging van de stad, maar kon ook worden opgeroepen voor veldtochten. Overwonnen volkeren werden dikwijls voor het leger gerekruteerd, maar Timoers slachtpartijen moeten het aanbod aanzienlijk hebben beperkt. In het boek dat Timoer schreef om zijn erfenis aan zijn opvolgers door te geven is te lezen:

De vijandelijke soldaat die loyaal is aan zijn meester, heeft mijn vriendschap. Ik beloon zijn daden en zijn trouw en heb vertrouwen in hem. Maar de soldaat die op het moment van de waarheid zijn heilige daden niet uitvoert en zijn generaal verraadt, is naar mijn mening een afschuwelijk man…
— 

### Organisatie
De organisatie van het leger lag dichter bij dat van de Mongolen dan van andere moslimstaten. Zo maakten de bereden boogschutters het grootste deel uit van Timoers hoofdleger. Ook zijn eigen leger bestond voornamelijk uit bereden boogschutters. Timoer wist een immens leger op de been te brengen; zelf spreekt hij over een troepenmacht van 200.000 man, een getal dat waarschijnlijk redelijk exact is. Zijn leger werd onderverdeeld in groepen, zoals al eeuwen gebruikelijk bij de Mongolen. De grootste eenheid was de tumen of toman, die uit 10.000 man bestond, dan de hazara van 1000 en de kleinste eenheid was de qoshun, van 50-1000 man.
Het leger werd regelmatig betaald en ook werden er pensioenen uitgedeeld aan veteranen. Daarnaast was er ook nog altijd de enorme buit die bij veel belegeringen voor een groot gedeelte onder de soldaten werd verdeeld. Paarden konden van het onderworpen volk gevorderd worden, terwijl enkele edellieden paardenkuddes verzorgden en uitbreidden. De krijgsolifanten die Timoer gebruikte werden uit India gehaald en zeer goed getraind zodat ze een maximaal schokeffect hadden op de vijand en niet de eigen linies zouden vertrappen.
Een belangrijk onderdeel van Timoers leger was zijn inspectie, waarbij niet alleen de uitrusting van de soldaten werd gecontroleerd maar ook de discipline en het vermogen om de vijand te intimideren. Enkele malen voerde hij zo'n inspectie uit in Transoxanië, maar de beroemdste hield hij tijdens zijn tweede campagne tegen de Gouden Horde. Deze vond plaats nabij de Oeral, diep in vijandelijk gebied en had waarschijnlijk als doel om de discipline van zijn troepen te verhogen en Tochtamysj te intimideren. De inspectie zou maar liefst twee dagen in beslag nemen. Een soortgelijke inspectie vond tevens plaats vlak voor de Slag bij Ankara.

### Training en discipline
Net zoals alle grote legers in het Midden-Oosten werden ook Timoers troepen goed getraind. Worstelen, dat tegelijk als sport en als training gezien werd, was hiervan een onderdeel. Belangrijker nog waren de jachtpartijen die met militaire precisie werden uitgevoerd en waarbij een groep dieren bijeen werd gedreven in een enorme cirkel die steeds kleiner werd. Het was een goede manier om communicatie en manoeuvres te oefenen en testen. Hoewel de gedode dieren meestal bleven liggen, was het diep in het land van de Gouden Horde ook een belangrijke manier van voedselvoorziening.
Zowel tijdens de training als later in het leger werd het voor de soldaten duidelijk dat Timoer groot belang hechtte aan discipline en moed. Zo konden moedige strijders giften verdienen en werden ze soms zelfs beloond met de titel tarkan, wat ongeveer overeenkomt met de huidige titel van generaal. Een tarkan werd vrijgesteld van belastingen, mocht zijn buit zelf houden en hij werd pas berecht als hij een misdaad voor de negende keer beging. Niettemin werd de titel tot de zevende generatie doorgegeven. Mocht de held tijdens zijn heldendaad zijn overleden, dan werden de nabestaanden rijkelijk beloond. Iemand zonder discipline werd zwaar gestraft. Zo zag Timoer een keer een soldaat tijdens een lange mars in slaap vallen, waarna hij opdracht gaf om hem te executeren. Enkele minuten later presenteerde één van zijn officieren het hoofd van de ongelukkige aan Timoer.

## Timoers stamboom
|                 |                 |                 |                 |                    |                    |                    |                    |                    |                    |              |              |              |              |        |        |  |  |              |              |              |              |                       |                       |                       |                       |                       |                       |          |          |          |          |  |  |              |              |              |              |              |              | Timoer Lenk 1336-1405    |                          |                          |                          |                          |                          |                |                |                |                |         |         |  |  |      |      |      |      |                     |                     |                     |                     |                     |                     |               |               |               |               |  |  |                 |                 |                    |                    |                    |                    |                    |                    |  |  |  |  |  |  |  |  |  |  |  |  |  |  |  |  |  |  |  |  |  |  |  |  |  |  |  |  |  |  |
|                 |                 |                 |                 |                    |                    |                    |                    |                    |                    |              |              |              |              |        |        |  |  |              |              |              |              |                       |                       |                       |                       |                       |                       |          |          |          |          |  |  |              |              |              |              |              |              |                          |                          |                          |                          |                          |                          |                |                |                |                |         |         |  |  |      |      |      |      |                     |                     |                     |                     |                     |                     |               |               |               |               |  |  |                 |                 |                    |                    |                    |                    |                    |                    |  |  |  |  |  |  |  |  |  |  |  |  |  |  |  |  |  |  |  |  |  |  |  |  |  |  |  |  |  |  |
|                 |                 |                 |                 |                    |                    |                    |                    |                    |                    |              |              |              |              |        |        |  |  |              |              |              |              |                       |                       |                       |                       |                       |                       |          |          |          |          |  |  |              |              |              |              |              |              |                          |                          |                          |                          |                          |                          |                |                |                |                |         |         |  |  |      |      |      |      |                     |                     |                     |                     |                     |                     |               |               |               |               |  |  |                 |                 |                    |                    |                    |                    |                    |                    |  |  |  |  |  |  |  |  |  |  |  |  |  |  |  |  |  |  |  |  |  |  |  |  |  |  |  |  |  |  |
|                 |                 |                 |                 | Jahangir 1356-1376 | Jahangir 1356-1376 | Jahangir 1356-1376 | Jahangir 1356-1376 | Jahangir 1356-1376 | Jahangir 1356-1376 |              |              |              |              |        |        |  |  |              |              |              |              | Omar Shaykh 1356-1393 | Omar Shaykh 1356-1393 | Omar Shaykh 1356-1393 | Omar Shaykh 1356-1393 | Omar Shaykh 1356-1393 | Omar Shaykh 1356-1393 |          |          |          |          |  |  |              |              |              |              |              |              | Shahrukh Mirza 1377-1446 | Shahrukh Mirza 1377-1446 | Shahrukh Mirza 1377-1446 | Shahrukh Mirza 1377-1446 | Shahrukh Mirza 1377-1446 | Shahrukh Mirza 1377-1446 |                |                |                |                |         |         |  |  |      |      |      |      | Miranshah 1366-1408 | Miranshah 1366-1408 | Miranshah 1366-1408 | Miranshah 1366-1408 | Miranshah 1366-1408 | Miranshah 1366-1408 |               |               |               |               |  |  |                 |                 | Aga Begi (dochter) | Aga Begi (dochter) | Aga Begi (dochter) | Aga Begi (dochter) | Aga Begi (dochter) | Aga Begi (dochter) |  |  |  |  |  |  |  |  |  |  |  |  |  |  |  |  |  |  |  |  |  |  |  |  |  |  |  |  |  |  |
|                 |                 |                 |                 | Jahangir 1356-1376 | Jahangir 1356-1376 | Jahangir 1356-1376 | Jahangir 1356-1376 | Jahangir 1356-1376 | Jahangir 1356-1376 |              |              |              |              |        |        |  |  |              |              |              |              | Omar Shaykh 1356-1393 | Omar Shaykh 1356-1393 | Omar Shaykh 1356-1393 | Omar Shaykh 1356-1393 | Omar Shaykh 1356-1393 | Omar Shaykh 1356-1393 |          |          |          |          |  |  |              |              |              |              |              |              | Shahrukh Mirza 1377-1446 | Shahrukh Mirza 1377-1446 | Shahrukh Mirza 1377-1446 | Shahrukh Mirza 1377-1446 | Shahrukh Mirza 1377-1446 | Shahrukh Mirza 1377-1446 |                |                |                |                |         |         |  |  |      |      |      |      | Miranshah 1366-1408 | Miranshah 1366-1408 | Miranshah 1366-1408 | Miranshah 1366-1408 | Miranshah 1366-1408 | Miranshah 1366-1408 |               |               |               |               |  |  |                 |                 | Aga Begi (dochter) | Aga Begi (dochter) | Aga Begi (dochter) | Aga Begi (dochter) | Aga Begi (dochter) | Aga Begi (dochter) |  |  |  |  |  |  |  |  |  |  |  |  |  |  |  |  |  |  |  |  |  |  |  |  |  |  |  |  |  |  |
|                 |                 |                 |                 |                    |                    |                    |                    |                    |                    |              |              |              |              |        |        |  |  |              |              |              |              |                       |                       |                       |                       |                       |                       |          |          |          |          |  |  |              |              |              |              |              |              |                          |                          |                          |                          |                          |                          |                |                |                |                |         |         |  |  |      |      |      |      |                     |                     |                     |                     |                     |                     |               |               |               |               |  |  |                 |                 |                    |                    |                    |                    |                    |                    |  |  |  |  |  |  |  |  |  |  |  |  |  |  |  |  |  |  |  |  |  |  |  |  |  |  |  |  |  |  |
| Mohammed Sultan | Mohammed Sultan | Mohammed Sultan | Mohammed Sultan | Mohammed Sultan    | Mohammed Sultan    |                    |                    | Pir Mohammed       | Pir Mohammed       | Pir Mohammed | Pir Mohammed | Pir Mohammed | Pir Mohammed |        |        |  |  |              |              |              |              |                       |                       |                       |                       |                       |                       |          |          |          |          |  |  |              |              | Ulug Bey     | Ulug Bey     | Ulug Bey     | Ulug Bey     | Ulug Bey                 | Ulug Bey                 |                          |                          | Ibrahim Sultan           | Ibrahim Sultan           | Ibrahim Sultan | Ibrahim Sultan | Ibrahim Sultan | Ibrahim Sultan |         |         |  |  |      |      |      |      |                     |                     |                     |                     |                     |                     |               |               |               |               |  |  |                 |                 | Sultan Hussein     | Sultan Hussein     | Sultan Hussein     | Sultan Hussein     | Sultan Hussein     | Sultan Hussein     |  |  |  |  |  |  |  |  |  |  |  |  |  |  |  |  |  |  |  |  |  |  |  |  |  |  |  |  |  |  |
| Mohammed Sultan | Mohammed Sultan | Mohammed Sultan | Mohammed Sultan | Mohammed Sultan    | Mohammed Sultan    |                    |                    | Pir Mohammed       | Pir Mohammed       | Pir Mohammed | Pir Mohammed | Pir Mohammed | Pir Mohammed |        |        |  |  |              |              |              |              |                       |                       |                       |                       |                       |                       |          |          |          |          |  |  |              |              | Ulug Bey     | Ulug Bey     | Ulug Bey     | Ulug Bey     | Ulug Bey                 | Ulug Bey                 |                          |                          | Ibrahim Sultan           | Ibrahim Sultan           | Ibrahim Sultan | Ibrahim Sultan | Ibrahim Sultan | Ibrahim Sultan |         |         |  |  |      |      |      |      |                     |                     |                     |                     |                     |                     |               |               |               |               |  |  |                 |                 | Sultan Hussein     | Sultan Hussein     | Sultan Hussein     | Sultan Hussein     | Sultan Hussein     | Sultan Hussein     |  |  |  |  |  |  |  |  |  |  |  |  |  |  |  |  |  |  |  |  |  |  |  |  |  |  |  |  |  |  |
|                 |                 |                 |                 |                    |                    |                    |                    |                    |                    |              |              |              |              |        |        |  |  |              |              |              |              |                       |                       |                       |                       |                       |                       |          |          |          |          |  |  |              |              |              |              |              |              |                          |                          |                          |                          |                          |                          |                |                |                |                |         |         |  |  |      |      |      |      |                     |                     |                     |                     |                     |                     |               |               |               |               |  |  |                 |                 |                    |                    |                    |                    |                    |                    |  |  |  |  |  |  |  |  |  |  |  |  |  |  |  |  |  |  |  |  |  |  |  |  |  |  |  |  |  |  |
|                 |                 |                 |                 |                    |                    |                    |                    |                    |                    | Rustam       | Rustam       | Rustam       | Rustam       | Rustam | Rustam |  |  | Pir Mohammed | Pir Mohammed | Pir Mohammed | Pir Mohammed | Pir Mohammed          | Pir Mohammed          |                       |                       | Iskandar              | Iskandar              | Iskandar | Iskandar | Iskandar | Iskandar |  |  | Sayidi Ahmed | Sayidi Ahmed | Sayidi Ahmed | Sayidi Ahmed | Sayidi Ahmed | Sayidi Ahmed |                          |                          |                          |                          |                          |                          | Abubakr        | Abubakr        | Abubakr        | Abubakr        | Abubakr | Abubakr |  |  | Omar | Omar | Omar | Omar | Omar                | Omar                |                     |                     | Khalil Sultan       | Khalil Sultan       | Khalil Sultan | Khalil Sultan | Khalil Sultan | Khalil Sultan |  |  | Sultan Mohammed | Sultan Mohammed | Sultan Mohammed    | Sultan Mohammed    | Sultan Mohammed    | Sultan Mohammed    |                    |                    |  |  |  |  |  |  |  |  |  |  |  |  |  |  |  |  |  |  |  |  |  |  |  |  |  |  |  |  |  |  |